# Acanthocinus aedilis
Acanthocinus aedilis је врста инсекта из реда тврдокрилаца (Coleoptera) и породице стрижибуба (Cerambycidae). Сврстана је у потпородицу Lamiinae.

## Распрострањеност
Врста је распрострањена на подручју Европе, планине Кавказ, Казахстана и Русије. У Србији је широко распрострањена, среће се од низија до висина.

## Опис
Најкрупнија врста овог рода. Тело је широко, светлосмеђе, покривено густом, сивом пубесценцијом. Антене су код мужјака 3-5, а код женки 1,5 пута дужине тела. Од трећег до петог чланка кратке, густе и фине ресе. На пронотуму су четири округласте, жуто томентиране пеге, поређане у попречни низ. На покрилцима су по две косе, не оштро омеђене врпце. Дужина тела је од 12 до 20 mm.

## Биологија
Животни циклус траје једну до две године. Адулти се срећу на ослабљеним или свеже обореним деблима. Као биљка домаћин јављају се бор, ређе јела, смрча и ариш. Одрасле јединке се срећу од марта до октобра.

## Синоними
- Cerambyx aedilis Linnaeus, 1758
- Astynomus aedilis (Linnaeus, 1758)
- Cerambyx marmoratus Villers, 1789
- Aedilis montana Audinet-Serville, 1835
- Acanthocinus validus Matsushita, 1936